# 質屋

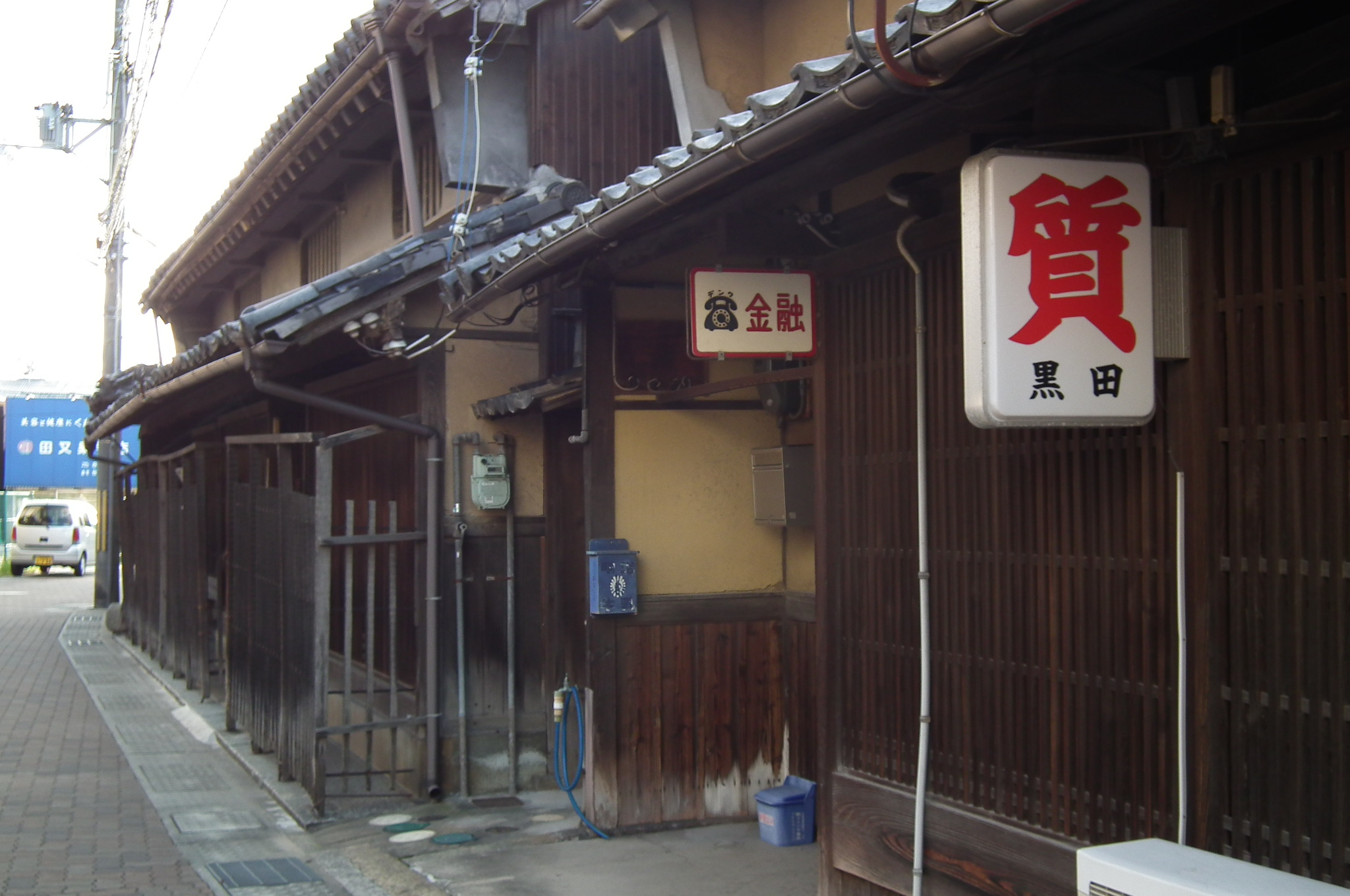
古くからある日本の質屋の店構え

質屋（しちや、英: pawn shop）とは、財産的価値のある物品を質として担保に取り、流質期限までに弁済を受けないときは当該質物をもってその弁済に充てる条件で金銭の貸し付け業務を行う事業者を指す。質店や質舗、名古屋及び関西ではひちやとも呼ばれ、一六銀行（いちろくぎんこう）と言う俗称でも知られる。物品を質草にして金銭を借り入れることを「質入れ」といい、借入金を弁済して質草を取り戻すことを「質請け」という。

## 概要
質屋は通常、宝石類、楽器、家庭用オーディオ機器、コンピュータ、ゲーム機器、テレビ、カメラ、電動工具、礼服、眼鏡、スマートフォン、タブレット端末その他の比較的貴重な物品を質草として受け入れる。法的に銃所持が認められている国々では、銃器も質草になりうる。
流質期限までに借入額+合意した利息額を弁済することで、質草が手元に戻ってくる仕組みである。その期日や利率は、法律および質屋の方針によって決定される。流質期限までに弁済が行われなかった場合、担保の質草は質屋によって他の顧客に売却されることとなり、「質流れ」と呼ばれる。
他の金融業とは異なり、質屋は顧客の信用情報に破綻した貸付金の報告を行わない。これは、質屋は顧客から預かった担保の品を物理的に所有しており、その物品を完全売却することで貸付金を取り戻すことができるので店側が損害を受けることはないからである。ただし、日本の質屋は法で定められた備え付けの帳簿に、流質物処分をはじめ質の契約取引をその都度記載しなければならない。
また、顧客から完全に買取った物品も販売している。 一部の質屋は、顧客によって持ち込まれた物品と店内にある品との交換にも前向きである。

## 歴史
西洋では、古代ギリシアとローマ帝国に質屋が存在していた。 同帝国が自らの文化を広めるにつれて、一緒に質屋ビジネスも普及していった。 同じく東洋では、皇帝や他の権力者によって厳しく規制された時代を経て、1500年前の中国に今日と変わらない質屋のビジネスモデルが仏教の僧院に存在していた。

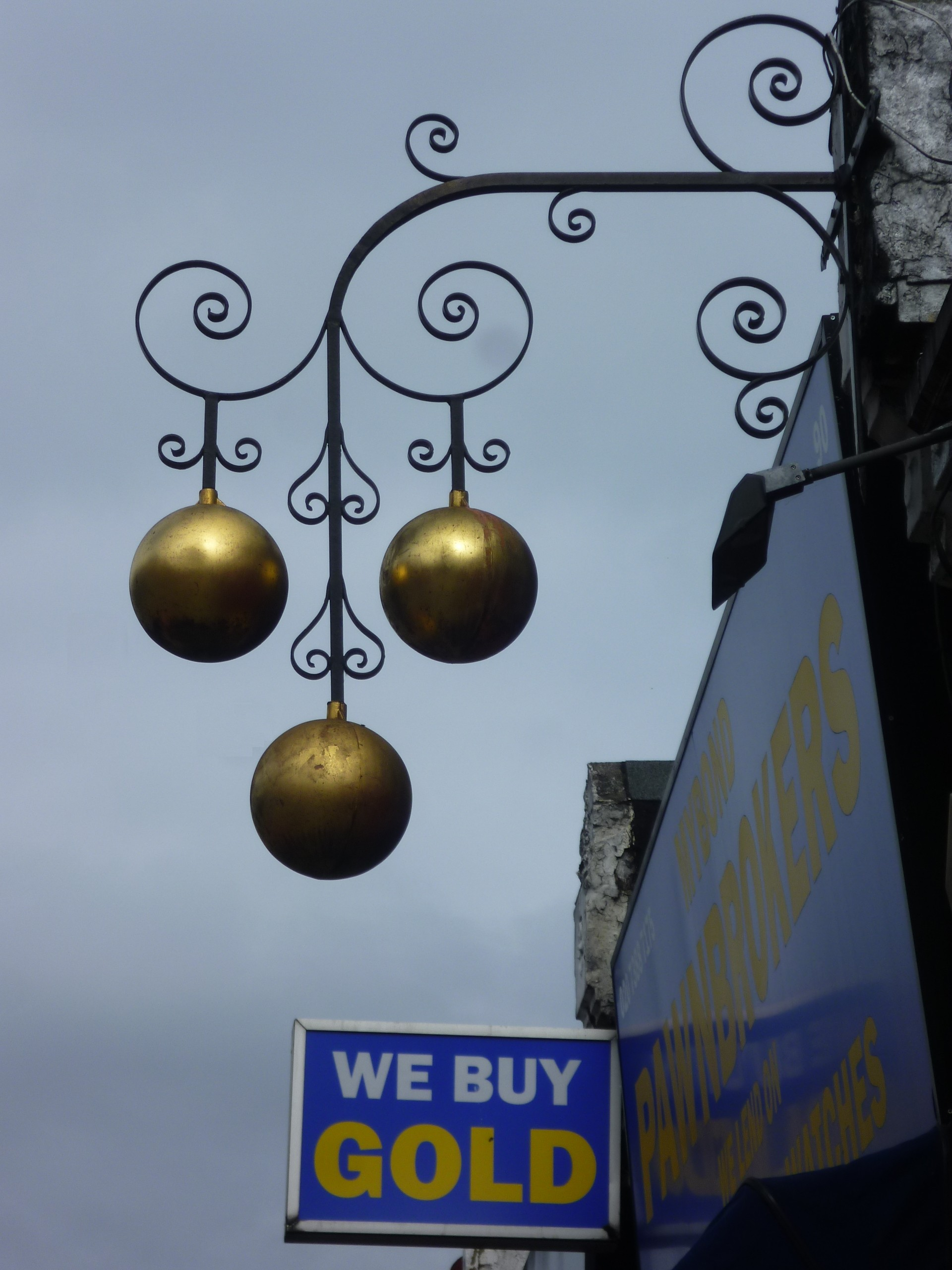
ロンドンの質屋は伝統的な３つの金の玉の看板を掲げている。

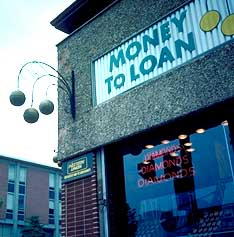
現代アメリカの質屋の店構え

初期のローマカトリック教会が貸付金に利子を請求することを禁じていたにもかかわらず、フランシスコ会は貧しい人々への援助としてこの慣習を始めることを許されたという証拠がいくつかある。質屋はウィリアム征服王と共にイングランドに到着した。1338年に、エドワード3世はフランスとの戦争資金を捻出するために自身の宝石類を質入れした。1415年にはヘンリー5世がほぼ同様のことを行っている。ロンバート金貸しは人気のある社会階級ではなく、ヘンリー7世は彼らをずいぶん虐げた。1603年に反ブローカー法(Act against Brokers)が可決され、1872年まで法令全書に残っていた。それはロンドンにいる多くの偽装質屋（の取り締まり）を目的としていた。こうしたブローカー達は間違いなく盗品売買をしている輩だと見なされていた。
十字軍は軍隊を調達し、武装して聖地に輸送する資金づくりのため、主にフランスで、自分達の土地の所有権を修道院と教区に質入れしていた。完全な返済の代わりとして、教会は一定期間の間（その土地で採れた）収穫の一定量を受け取り、それはある種の公平性をもって償還に充てることが可能だった。
質屋も慈善団体になることがある。 1450年、フランシスコ会の修道士バーナバ・マナッセイがイタリアのペルージャでモンテ・ディ・ピエタ運動を始めた。それは質草で担保された無利子ローンの形で財政援助を提供した。利子の代わりに、モンテ・ディ・ピエタは借り手に教会への寄付をするよう促した。それはイタリア全土に広がり、後にヨーロッパの他地域にも及んだ。スペインで最初のモンテ・デ・ピエダド組織はマドリードで創設され、そこからその考えはペドロ・ロメロ・デ・テレロス、サンタ・マリア・デ・レグラ伯爵、カラトラバ騎士団 によってヌエバ・エスパーニャに移された。ナシオナル・モンテ・デ・ピエダド(en)は慈善団体で、ソカロあるいはメキシコシティのメイン広場近辺に本部を置く質屋である。1774年から1777年の間に、貧困者に無利子または低利の融資を提供する運動の一環として、ペドロ・ロメロ・デ・テレロスによって設立された。1927年にそれはメキシコ政府から国民的慈善団体として認められ、今日ではメキシコ全土に152以上の支店を持つ急成長中の金融機関となっている。

## 事業モデル

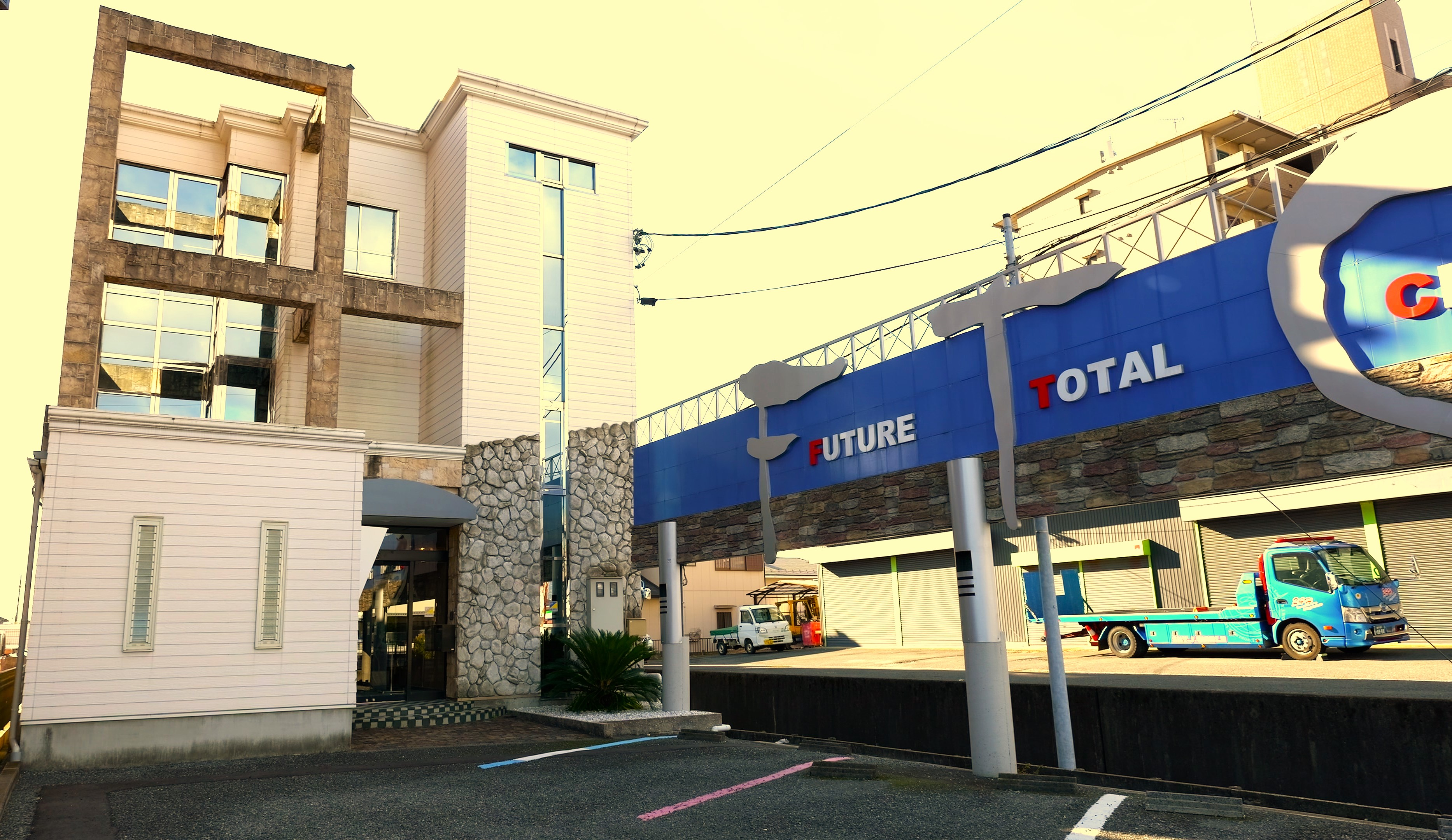
日本初の質屋のフランチャイズというビジネスモデルを確立した「かんてい局」を展開するFTC本社

顧客が質草となる物品を質屋に持ち込んだ時、質入れのプロセスが始まる。質入れする（あるいは、場合によっては完全売却する）一般的な物品には、宝石類、電子機器、収集品、楽器、道具、そして（地域の規制次第だが）銃器が含まれる。 金、銀、プラチナは人気のある品で、価値のない壊れたジュエリー形状でもしばしば購入される。金属類は、成分金属の重量による価値から、依然として地金ディーラーや製錬所に大量に販売される可能性がある。同様に本物の宝石があるジュエリーは、それがたとえ壊れていたり欠けていたりしても価値がある。
質屋は、質草が盗品かもしれないというリスクを引き受けている。ただし、多くの管轄区域の法律では、地域社会と業者のいずれも知りえずに盗品を取り扱うことに関して保護されている。これらの法律では、質屋が写真付きの身分証明書（運転免許証や政府発行の身分証明書など）、および質屋が購入した商品の保管期間（現地の法執行機関が盗まれた物品を追跡する時間を確保するため）を通じて、その販売者を明確に識別する。一部の管轄区では、質屋は新たに質入れされた全ての物品および関連づけたシリアル番号のリストを警察に提出しなければならず、そのため警察は盗難に遭った物品の有無を判別することができる。多くの警察は、地元の質屋を訪問して盗まれた品がそこに置かれていないかを見るよう、強盗や空き巣の被害者に助言している。一部の質屋は盗まれた財物の購入を避けるため独自のスクリーニング基準を設定している。
質屋は物品を吟味して、瑕疵や傷その他の汚損について調べることにより、その状態および市場価値を査定する。 市場価値に影響を与える側面としては、コミュニティや地域における物品の需要と供給がある。一部の市場では、中古品市場が中古ステレオやカーステレオで溢れていて、例えばそこの質屋はより高品質のブランド名しか受け入れないこともありえる。また、内陸地域でのサーフボードとか暖冬地域でのスノーシューなど、販売が困難な品目を顧客が質入れすることもありうる。質屋主は売却困難な品を断ったり、あるいは低価格を提示する。ハンマーや手のこぎりのように時代遅れとはまるで無縁なものもある一方、電子機器やコンピューターといった商品はすぐに廃れて売れなくなってしまう。質屋主は事物を正確に査定できるよう、コンピュータ、ソフトウェア、その他電子機器の様々な製造元やモデルについて学習する必要がある。
様々な品の価値を評価するため、質屋はガイドブック、カタログ、インターネットの検索エンジン、そして彼ら自身の経験を活用する。一部の質屋は宝石鑑定の訓練を受けたり、またはジュエリーを評価するための専門家を雇っている。中古品を受け入れるリスクの1つに、その物品が偽造品かもしれないことがある。物品が偽のロレックス腕時計といった偽造品であれば、それは本物のアイテム価値のごく僅かな価値しかないだろう。この品は本物で盗難の可能性が低い、そして市場価値もあると質屋が判断すると、質屋は顧客にそれに対する金額を提示する。もしも（大半の場合そうだが）質屋が古物商の認可を受けているなら顧客はその品を完全売却するか、融資の担保としてその品を質入れすることができる。大半の質屋は、融資金額を顧客と交渉することに前向きである。

### 融資額の決定
融資額を決定するために、質屋主はいくつかの要因を考慮する必要がある。重要な要素は物品の再販価値の予測である。これはしばしば範囲の観点から考えられるが、質屋が店ではそれを顧客に売れないとして古物卸売業者に売却することを彼らが決定した場合の、古物卸売価格が低い地点となる。同範囲におけるより高い地点は質屋での小売販売価格である。例えば、5年物のラップトップPCが顧客により1000ドルで購入されることもありうる。しかしながら、質屋にある中古品として、質屋での購入価格として250ドルしか値が付かないこともありうる。なぜなら顧客は、それが検出が難しい問題をいくつか抱えているため売り手に処分された「欠陥品」の可能性があることに用心深く、また一般的に質屋は販売した商品に対して保証を提供しないためである。中古電化製品の卸売業者は質屋主からラップトップを100-150ドルで購入する筈である。彼らには中古電化製品の店で売ることができるよう物品をオーバーホールして修理する電気技術者を雇う追加コストがあるため、卸売業者は小売価格より低い価格を払うのである。
また質屋主は問題となる物品に関する需給の知識も考慮して、ラップトップを卸売業者に100ドルで売るか、質屋の顧客に250ドルで売ることになるかを決定する。中古ラップトップの国内市場が飽和している（同在庫が過剰になっている）と質屋主が確信するなら、それを卸売業者に引き取ってもらう必要があり、彼らはラップトップで100ドルしか手に入らないことを恐れる筈である。期待される収入としてその数字を念頭に置きつつ、質屋主は店の経費（家賃、光熱費、電気代、電話接続、イエローページ広告、ウェブサイトの費用、人件費、保険、警報システム、警察に没収されて喪失した品など）および営業利益を考慮に入れなくてはならない。そのため、新品の時に1000ドルを支払ったこのラップトップを持って来た顧客が、あらゆるリスクとコスト要因を考慮に入れている質屋主から僅か50ドルを提示されることも起こりうる。
融資額を決定する際に、質屋主は顧客が数週間または数ヶ月間の金利を支払った後に融資額を弁済して質草物品を取り戻す可能性も評価する。質屋というビジネスモデルの鍵は融資額から利子を生みだすことにあるため、質屋主としては融資期間の利子を払った後に顧客が取り戻したいと思う可能性が高い物品を受け入れたいところである。極端なケースとして、顧客が回収にまるで関心のない物品しか質屋が受け入れなかった場合、それは利子からお金を稼ぐことはなく、その店は事実上の古物取り扱い業だと言えるだろう。
顧客が物品を取り返そうと弁済する可能性が高いかどうかを判断するのは主観的な決定であり、質屋主は多くの要因を考慮に入れて構わない。例えば、健常な若者が電動車椅子を質入れに質屋にやって来た場合（彼は亡くなった祖父母の遺品だと主張している）、質屋主はその物品が質草になるのか怪しむこともある。一方、中年男性が最高級ゴルフクラブを質入れする場合、質屋主は彼がその物品のために弁済することに関してより信頼できると判断するかもしれない。問題の品が自分にとって重要であることを質屋主に説得しようとする顧客もいるだろう（「そのネックレスは私の祖母のものだから、私はネックレスのために確実に弁済します」）。また別の顧客は同じ店に通い、お金を借りる方法として同じ物品を繰り返し質入れし、そして融資期間の終了前に利子を払い、質草を回収するために弁済を行う。従って、質屋は弁済してくれそうだと分かれば融資を組んでくれる。
物品の販売可能性やそれに対する顧客の借入希望額もまた、質屋の評価に反映される。顧客が非常に売れ行きの良い物品を低価格で質入れする場合、質屋はその品で素早く利益を得ることができるため、顧客が弁済する可能性が低くとも質屋はそれを受け入れることがある。ただし、顧客が極端に低い価格を提示した場合、その品が偽造品あるいは盗難品である可能性を示唆しているので、質屋はその提案を辞退することもある。
例えばスウェーデンなど一部の国では、質草の低評価による顧客の犠牲（暴利による財政的苦痛や顧客の無知による損害）で質屋業が不当な利益を得ないようにするための法律がある。そこでは、質屋は質草を保持しなくともよいが公売でそれらを売却しなければならないと書かれている。借入金支払い後の超過分や利息およびオークション費用は顧客に支払わなければならない。物品がこれら経費をカバーする価格を取得しない場合、質屋は物品を保持して、他のルートを通してそれを売却することもありうる。こうした保護にもかかわらず、質による方法で顧客がお金を借入れるコストは高くついてしまうため、当人が質草を買い戻すことができないのなら、大抵の場合は物品を直接売却するほうが良いとされている。

### 在庫管理
質店舗は、質草として受け入れる新たな物品数の管理に注意を払う必要がある。在庫は少なすぎるのも多すぎるのも良くない。例えば再販売や製錬のために宝石や金を購入する場合、あるいは質屋主がほとんどの物品を専門店ですぐに売却している（例えば、楽器を音楽店に、ステレオを中古オーディオ店に等）場合、その質屋は在庫が僅少になることもある。この場合、質屋はほぼ空なので顧客の関心が薄らいでしまう。
反対に、膨大な在庫を擁する質屋には若干の欠点がある。店内が中古の運動器具、古いステレオ、古い道具でぎゅうぎゅう詰め状態なら、店主は時間とお金を使って棚整理や品物の分類を行い、それらを様々なスタンドやガラスケースに展示したり、万引防止のために顧客を監視しなければならない。古いトースター、傷だらけの20年物のテレビ、段ボール箱に詰め込まれた使い古しのスポーツ用品など、低価値かつ低品質な物品が多すぎると、店舗がまるでがらくた市や蚤の市のように見えてしまうこともある。iPodプレーヤーや携帯電話のような小型で高価値なものは、鍵を掛けたガラス張りの陳列ケースに入れておく必要があり、店主は顧客が確認したい物品のためにキャビネットの錠前を解除するスタッフを追加する必要がある。店舗が物品でいっぱいになると、店主はスタッフを雇って在庫の盗難を防ぎ、さまざまな場所を監視したり防犯カメラやアラームを設置したりする必要がある。多すぎる売れ残りの在庫は、お店が融資用の現金を捻出するのにこれら物品からその価値を現金化できていないことを意味している。
より良い選択肢は中間である。適度な量で良質のブランド商品が展示窓に綺麗に配置されて並んでいる店は通行人を引き付け、誰かが入って買い物をする可能性がより高い。物品が陳列ケースや棚に魅力的にレイアウトされている場合、その質屋は実にプロフェッショナルで評判が高いように見える。通行人が質店で買い物を始めたら、彼らは質屋に質入れしたり自分の物を売ったりする傾向もありえる。一部の質屋主は、過剰在庫の物品またはスノータイヤのように魅力の少ない物品を奥の部屋や地下室に保管することで、雑然とした外観を防いでいる。質屋の中には、州や県でチェーン店を運営しているものもある。この方法なら、質屋チェーンは店舗間で在庫のバランスをとることができる。例えば、彼らは農村部店舗にある過剰な漁具の一部を都市部店舗に移すことが可能である。
一部の店舗では、専門店に商品を売却することで在庫を削減している。2000ドルの中古価値があるパワーアンプのために300ドルを顧客に払う近所の低収入の質屋は、そのユニットをはるかに安価な商品と一緒に売るのが難しいかもしれない。彼らは、顧客がハイエンド機器を期待する中古オーディオ機器店にそのアンプを売っても構わない。一部の質屋は、eBayや他のウェブサイトで、特殊な商品をオンライン販売する。 ハイエンドな鉄道模型などの特殊商品は、その「蒐集家向け」価値ゆえに店内展示だけで売却するのは難しい。インターネットオークションでなら、それが良い価格につながる可能性が高くなる。
この業界で成長しているもう1つの傾向は、車両の質入れである。この形態の質屋業は伝統的な質屋ローンのように機能するが、これらの店舗では担保として車両のみを受け入れる。また多くの店はあなたがあなたの車の所有権または車の「権利」証書("Title" document)を質入れすることが可能な「タイトルローン」を受け入れている。これは本質的にあなたがそれを運転する時も質屋がその車を所有しており、あなたが自身のローンを返済したら所有権を取り戻すことを意味している。

### 付随の事業
質屋の主なビジネス活動は顧客が持ち込む貴重な物品に基づいて利子のためにお金を貸し付けることであるが、一部の質屋はまた店舗近辺で需要がある最新商品の小売販売などの他のビジネス活動も請け負っている。質屋の場所によって、これらの小売商品は楽器から銃器にまで及びうる。一部の質屋はまた、トウガラシスプレーやスタンガンといった最新の護身用具を販売している。
取引が質屋にとって利益になる限り、多くの質屋も中古品を交換する。質屋が物品を完全に購入する場合、そのお金は融資ではなく、物品への直接払いである。販売時に、質屋は条件（前払い、通常の支払い、品物が完済ではない場合は以前に支払われた金額の失効）に従って商品取り置き(en)方式を提示することがある。
一部の質屋は、ハーレーダビッドソンの年代物オートバイなど一風変わった高価な品をいくつか、通行人の興味を引くために展示しておくことがある。店主は通常これらの物品の売却を期待していない。質屋によって行なわれるその他の活動としては、手数料ベースの小切手換金、ペイデイローン、車の権利または住宅権利のローン、外貨両替サービスを含む金融サービスなどがある。

### 高所得者向けの質屋
高所得者向けの質屋は20世紀初頭に出現し始め、欧米ではしばしば「ローンオフィス」と呼ばれた、というのもこの時点で「質屋」という言葉には歴史的にとてもネガティブな評判があったからだ。これらのいわゆるローンオフィスの一部はオフィスビルの上層階にも置かれている。 高所得者向け質屋に関する現代的な婉曲表現は「最高級の担保貸し手(high-end collateral lender)」 であり、ハイローラー（カジノで大金を賭けるギャンブル客）のような非常に金遣いの派手な個人のほか、医師、弁護士、銀行家を含む上流階級のホワイトカラーにも貸しつけを行うことが多い。それらはまた、短期融資と引き換えに高価値商品を受け入れることから「高級質屋」とも「ハイエンド質屋」とも呼ばれている。これらの対象物にはワインコレクション、ジュエリー類、大きいダイヤモンド、美術品、自動車、そしてユニークな記念品が含まれる。 融資は、事業収入の不足やその他の高額な財政問題に対処することを目的としている。高所得者向け質屋は現実のテレビ番組でも特集されている。

### 西洋におけるシンボル

質屋のシンボル（西洋）

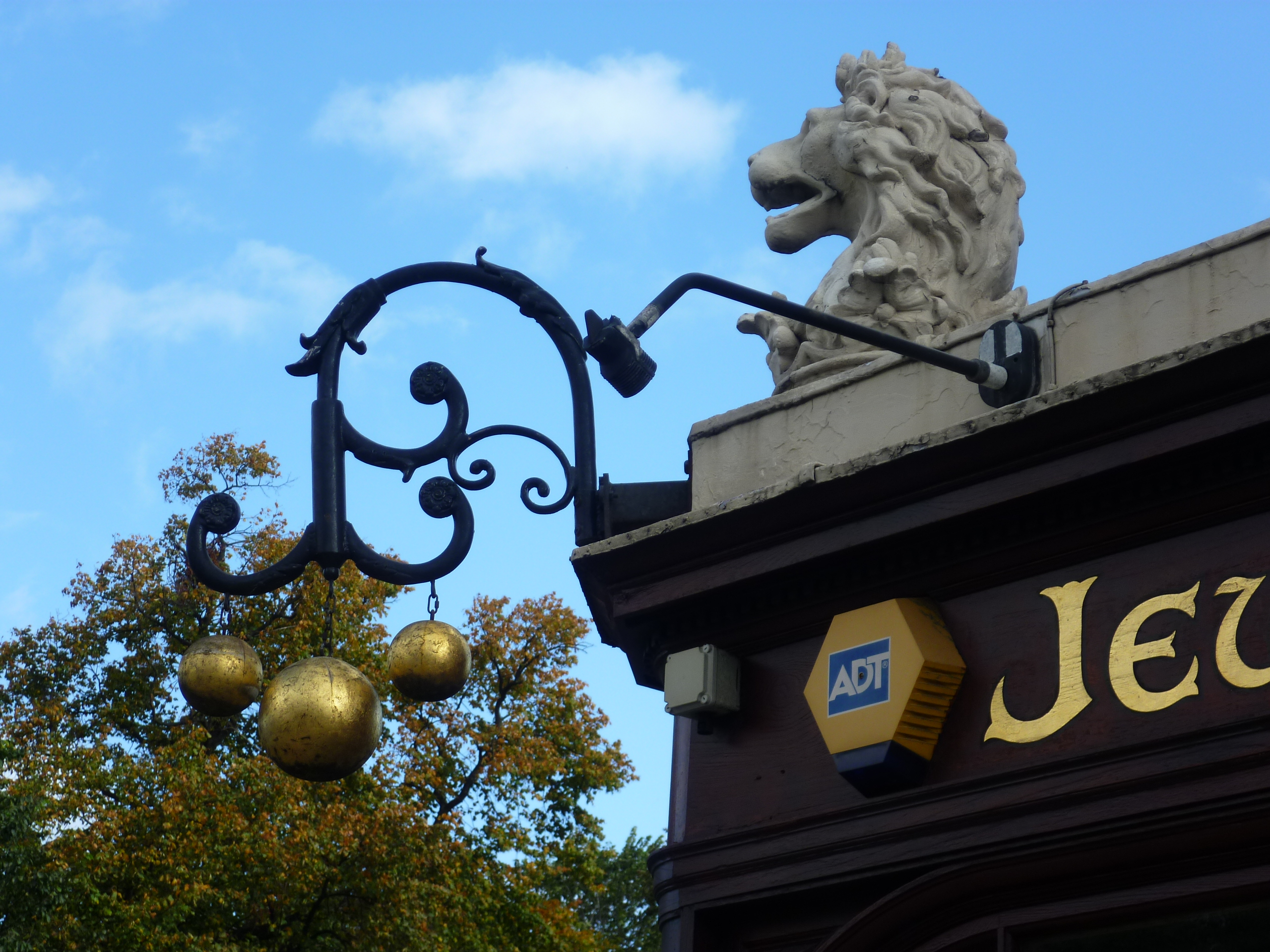
スコットランドのエディンバラ にある質屋の看板

西洋における質屋のシンボルは、棒から吊り下げられた3つの球である。 三球のシンボルは、ロンバード融資の象徴的な意味合いがあり、イタリアはフィレンツェのメディチ家に由来する。これは質屋の銀行業がロンバード融資の名前の下で始まったイタリア地域のロンバルディア州を指している。 金色の3つの球は、もともと彼らの家の前に飾られた中世ランゴバルド人商人の象徴であり、メディチ家の紋章ではない。 金色の球は本来、紋章学的に黒色の背景に配された3枚の平たく黄色いベザントをかたどった物もしくは金貨だと推測されているが、興味を惹きつける目的でそれらが球に変換された。
大半のヨーロッパの町では質屋を「ロンバード」と呼んだ。ロンバード家は中世イギリスのロンドンにある銀行コミュニティであった。伝説によると、カール大帝に雇われたメディチは岩の入った3つの袋を使って巨人を倒したことで、三球のシンボルが家紋になった。 メディチ達は金融、銀行、および金貸し業界で非常に成功しているので、他の家系もこのシンボルを採用した。中世を通じて、紋章には金銭的成功の象徴として3つのボール、宝玉、皿、円盤、コインなどが刻まれた。
聖ニコラウスは質屋の守護聖人である。このシンボルはまた、貧しい3人の娘にそれぞれ金の袋を渡して結婚できるようにしたというニコラウスの逸話にも由来している。

## アジア

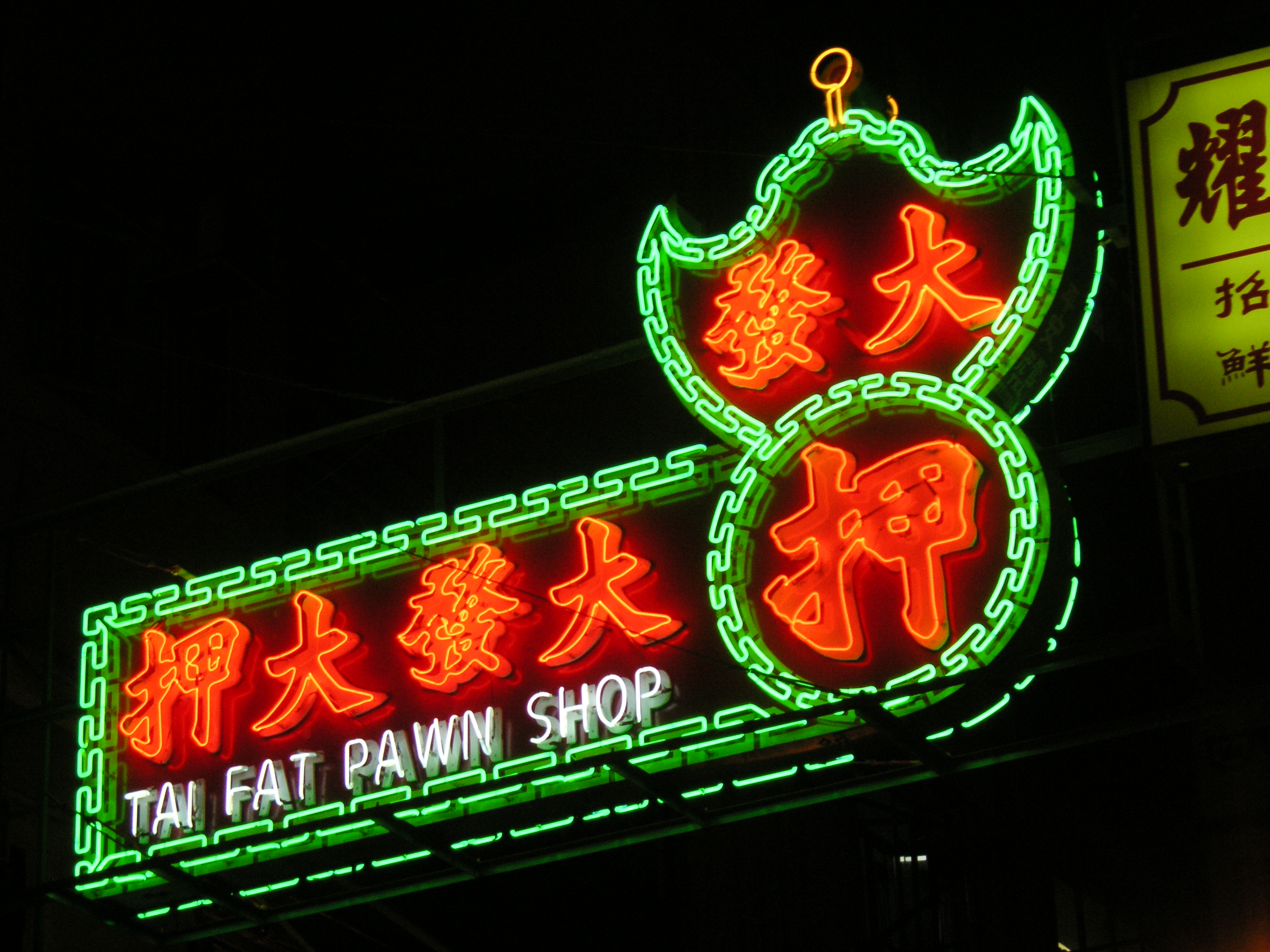
香港の質屋の典型的なネオン看板は、コインを持ったコウモリの形

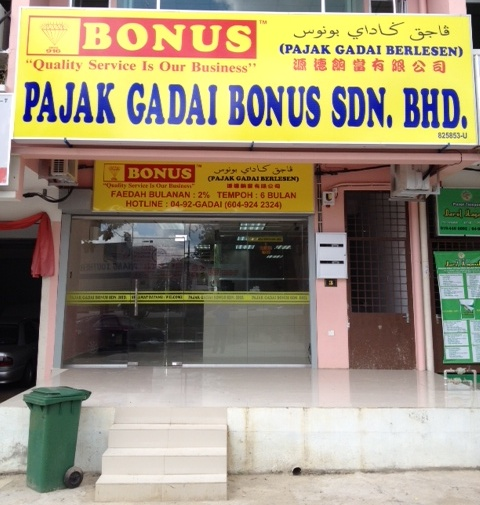
マレーシア、チャンルーン(en)の質屋

香港では、中国の伝統に従った習慣で、一般的に店のカウンターは安全のため平均的な身長より高くなっている。 顧客は持ち物を提供するためだけに手を握ることができ、顧客のプライバシーのためにドアとカウンターの間に木製の衝立がある。香港の質屋のシンボルはコインを持ったコウモリ（中国語：鼠鼠吊金錢）である。コウモリは幸運を、そしてコインは利益を表している。日本では、質屋の一般的な記号は丸で囲まれた「質」である。また数字の７(shichi)の語感が質と似ていることから、「一六銀行」（足すと７=質）との俗称もある。   
多民族国家であるマレーシアでは、質屋の大半がマレーシア人口の25％を占めるマレーシア華人によって管理されている。質屋はマレー語で「パジャクガダイ(pajak gadai)」と呼ばれる。マレーシアにて合法と認可を受けた質屋は、常に自分の会社登録で「パジャクガダイ」または質屋として宣言する必要がある。彼らはまた、住宅・地方自治省の要件を満たさなければならず、具体的には質屋のカウンター高が4フィート(1.2m)を超えては駄目で、防弾性があるステンレススチール製のカウンターやドア、自動ロック付きの頑丈な部屋、金庫、完全にコンピュータ化されたシステム、CCTV、警報、および質屋保険を完備しておく必要がある。
フィリピンでは、質屋の運営は民間企業によって管理されており、フィリピン中央銀行によって正式に規制されている。質屋は通常、金や宝石類、電気器具、小道具などを受け入れる。フィリピンにある多くの質屋は、ティンバンティン質屋(en)などの全国的な支店に他のサービスを適応させた。国際および国内送金、保険、請求書の支払い、B2Bのお金の回収、携帯電話へのe-ローディング、発券、さらには銀行取引などのサービスも、通常のフィリピンの質屋では珍しくない。Pawnheroはフィリピンのオンライン質屋である。
インドでは、ジャイナ教コミュニティが質屋ビジネスを開拓したが、現在では他の人達が関与しており、その活動は「サウーダガー(saudagar)」と呼ばれる多くの行員によって行われる。店舗で仕事をする代わりに、彼らは貧しい人々の家に行き、このビジネスに関わるよう彼らに動機付けを行う。質屋は宝石店の一部として運営されることが多く、 金、銀、ダイヤモンドが担保として頻繁に受け入れられる。
またタイでは質屋業が伝統的な交易取引であり、質屋は民間と地方自治体の両方で運営されている。
スリランカでは、質屋業は商業銀行やその他の金融会社と同様に専門の質屋ブローカーが従事することになる高収益の事業である。
インドネシアでは、ペガダイアン(en)と呼ばれる国営企業があり、これが列島全域で様々な従来型およびシャリーア適合の質屋業サービスを提供している。 同社は、金、自動車、その他の高価格品などの高付加価値物品を担保として受け入れている。 質屋業の活動に加えて、同社は貸金庫や金取引サービスなど他のサービスも幅広く提供している。

## 日本の質屋

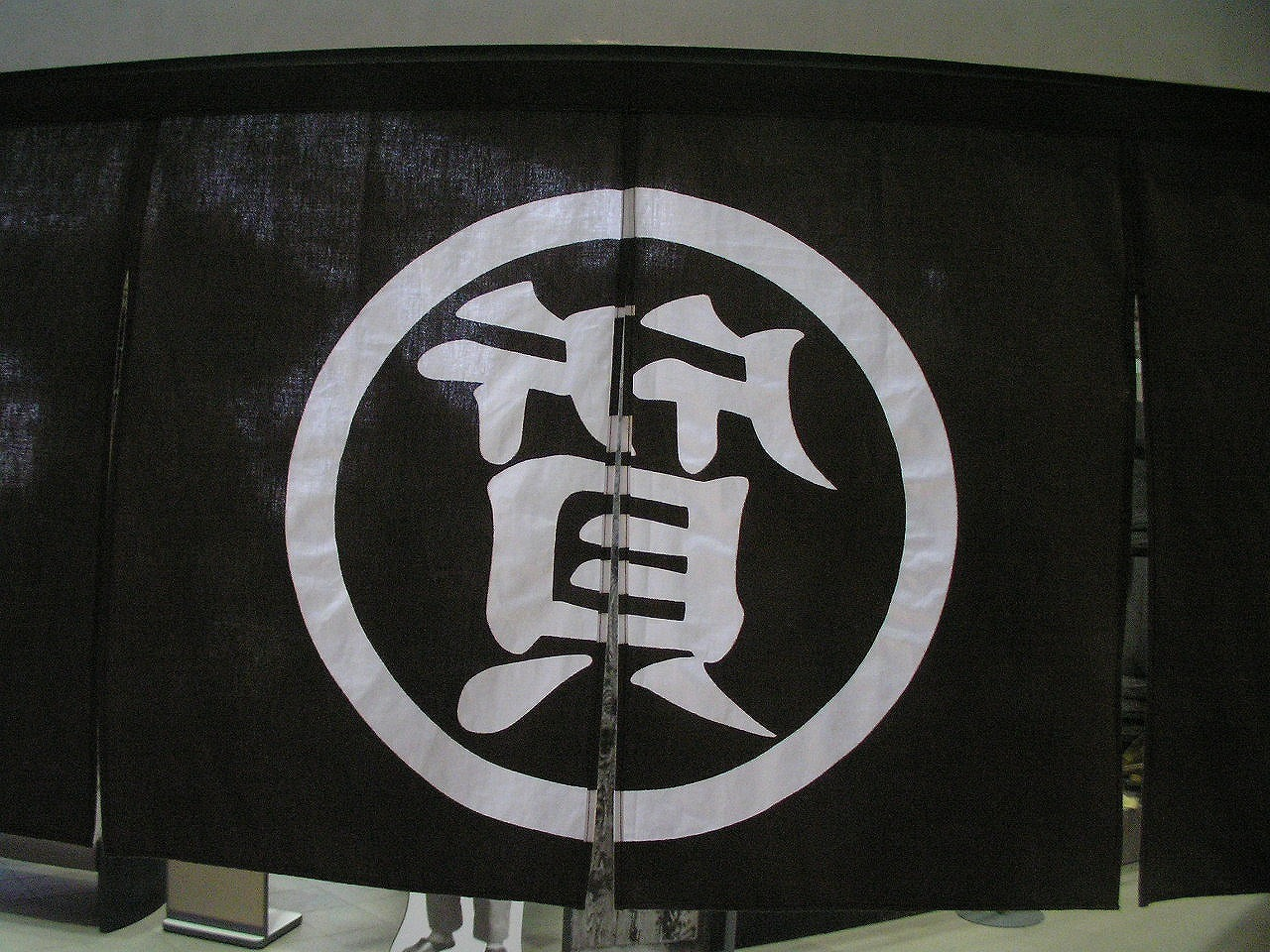
質屋の暖簾

### 歴史
日本の質屋の起源は鎌倉時代といわれる。
1884年3月25日、質屋取締条例が定められ（太政官布告）、5月15日、施行。1895年3月13日、質屋取締法が公布された。
1960年代頃まで庶民金融の主力であった。しかし、1970年代頃から、無担保・無保証人で一般市民に融資を行う「団地金融」（消費者金融、サラ金の前身）が起こり始め、廃業する質屋が多くなった。
日本の現在の質屋の業態は、貸付事業よりも、流通価値を有する宝飾品や貴金属、いわゆる「有名ブランド品」などの買取や仕入れ、販売などが主になっている。とりわけ、地域の質屋組合が行う質流れ品の販売イベントには、毎回多くの客が訪れる。
変わった使い方としては、金銭を借りずに金利相当分だけ払って、古美術品などの外部の倉庫代わりに利用されることもある。
庶民の間の一般的な金融であった当時、質屋通いが世間体が悪いとの思いから、「質」と「七」（しち）を掛けた「七つ屋」「セブン屋」「セブン銀行」「一六銀行」などの隠語が用いられた。

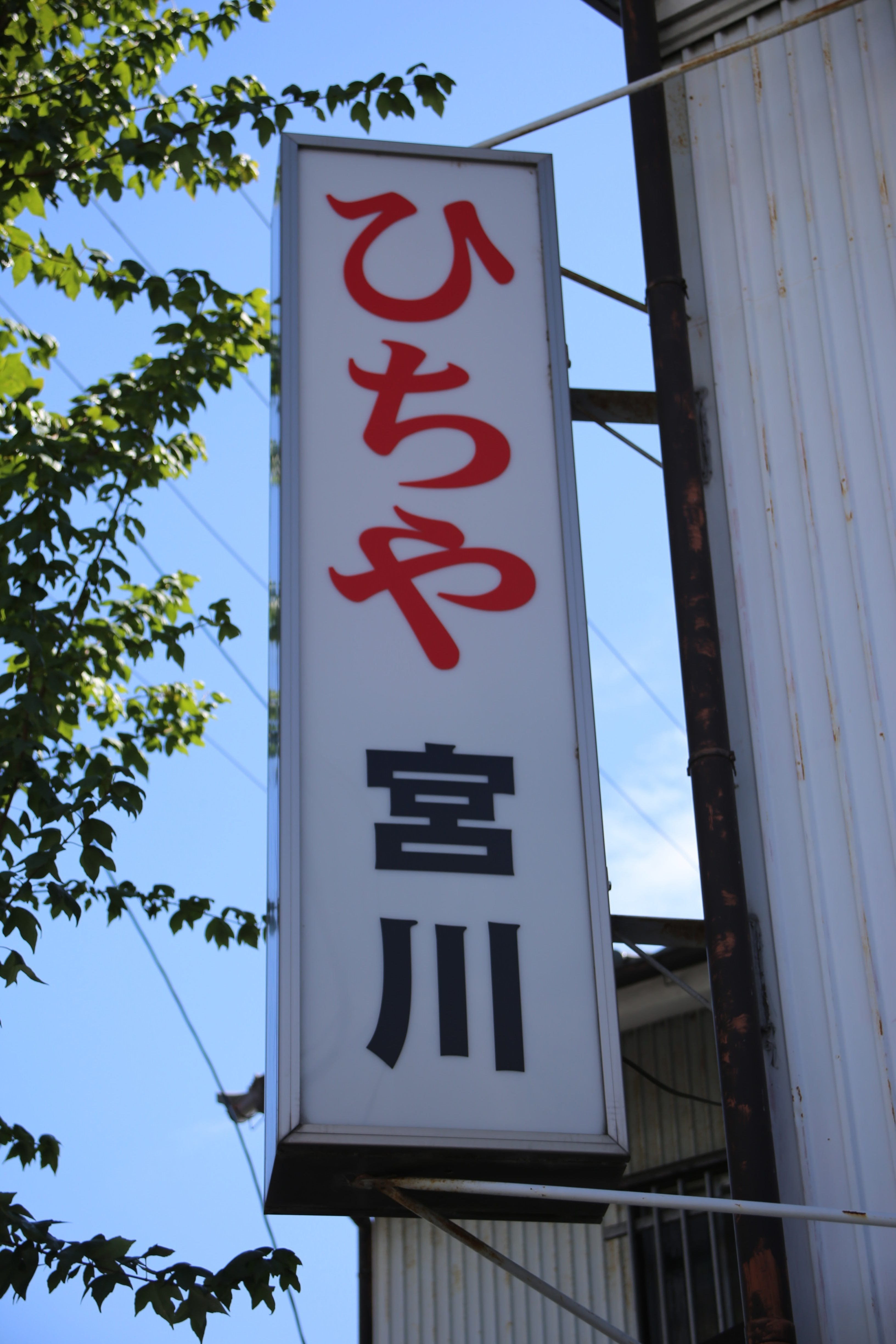
「ひちや」の看板を出す質店（名古屋市内）

大阪、京都、名古屋などの関西・中京圏では「ひちや」と発音され、ひらがなで「ひち」と書いた看板がよく存在する。

### 質屋営業
質草には、不動産以外の宝飾品や貴金属（ジュエリー）、いわゆる「有名ブランド品」（バッグ、腕時計など）のほかに、ゴルフ会員権、電話加入権、有価証券、金貨、金地金 などが当てられることが多い。質屋は質草の価値を判断して、金銭を貸し付ける。最短流質期限は3ヶ月 であり、利子の支払いにより質契約を更新できる。
質置主（借主）は、流質期限前は、いつでも元利金を弁済して、その質物を受け戻すことができる。一方、もし流質期限までに元利金の弁済がなされない場合は、質屋はその質物の所有権を取得し（「質流れ」という）、これを処分できる。法律により、質屋が質置主（借主）に対して、取り立てや催促を行うことができない。また、動産に対する強制執行では売却代金と元利及び、費用との差額は債務者に返還しなければいけないのに対して、民営質屋については、質流れの質物は売却して元利との差額は民営質屋の利益となる。
刑罰上の法定の上限金利は日 0.3%、年 109.5%  であるが、月 9% の暦月計算が認められており、日割り計算を行わない場合がある。そのため、質屋営業についても利息制限法における規制利息を超す高金利で営業しているのが一般的であり、現行の公認営業の業界では質屋業界のみがグレーゾーン金利で営業している。（一般的には、無担保よりも有担保のほうが金利が低いのが通例であるが、質屋営業については、有担保でありながら、無担保の金融業者よりもかなりの高利で営業しているのが通例であり、珍しい営業実態である）
暦月9%を刑罰法令の適用の上限金利（民事上の上限であるかについては、質屋営業法第36条そのものが金利の刑罰法令である出資法の読み替え規定のため下記のとおり争われている）とした理由は立法当時の質屋の営業実態を参考にしていて、大部分が月1割であり一律に出資法の上限金利である日歩30銭（1日当たり0.3%）を適用とすると実情に合わないため、また、刑罰法令の一般金利である日歩30銭との釣合いをとったためとされている 。
質屋営業は質預かりによる金銭貸付であるが、物品の所有権を即時に移転させる「買取り」も行なう。この場合、古物営業法が適用される。流質となった物品や買い取った物品を店頭で販売する質屋もある。

#### 法規制
消費者金融などの貸金業とは異なり、「質屋営業法」に基づく業種形態であり、「質屋営業法」第一条で次のように定義され、第二条の規定で営業所ごとに、その所在地を管轄する都道府県公安委員会の許可、貸金業務取扱主任者の在籍が必要である。これは、盗品や不正な占有品の換金により、質屋が犯罪行為の助長となることを防止すべく、行政上事業者・業界の監督を行う趣旨による。

質屋営業法抜粋

第一条 この法律において「質屋営業」とは、物品（有価証券を含む。第二十二条を除き、以下同じ。）を質に取り、流質期限（りゅうじちきげん - 編註）までに当該質物で担保される債権の弁済を受けないときは、当該質物をもつてその弁済に充てる約款を附して、金銭を貸し付ける営業をいう。

（第2項）この法律において「質屋」とは、質屋営業を営む者で第二条第一項の規定による許可を受けたものをいう。

金利については、利息制限法第1条第1項の「金銭を目的とする消費貸借の利息の契約」に該当する（後記の長崎地裁、広島地裁判決参照）が、貸金業（利息制限法による10万円未満の年利20.0%等）とは異なり平年年利109.5%・閏年年利109.8%（1日当たり0.3%）、暦月9%（厳密には1日当たり0.3%（年利109.5%、109.8%は1日当たり0.3%の年換算に過ぎない）で月の初日から末日までの期間を全ての月で30日とする内容で1期として利息を計算する。したがって、暦月9%となるために、契約日、返済日により日割換算の実質年利が異なるため日割換算で実質年利108%程度以上の高利となる）までとされており、基本的に短期・小額金融であることや質草の鑑定、保管の手数、盗犯防止、盗犯品捜査協力等の費用を加味した高い上限金利が規定されている（質屋営業法第36条）。よって、利息制限法は適用されないとする裁判例が存在する（長崎地裁平成21年4月14日判決判例集未掲載等参照）。ただし、質屋営業にも利息制限法が適用され、超過利息については、返還すべきとの裁判例（大阪地裁平成15年11月27日判決兵庫県弁護士会HP、名古屋地裁半田支部平成23年8月11日判決名古屋消費者信用問題研究会HP参照）も存在する。さらに、質屋営業法第36条は利息制限法の特則であるとする裁判例も存在する（広島地裁平成23年2月25日判決判例集未掲載参照）。このように、質屋営業においては、利息制限法の適用等について下級審の判断が割れており、見解統一の最高裁判例も存在しない。

#### 公益質屋

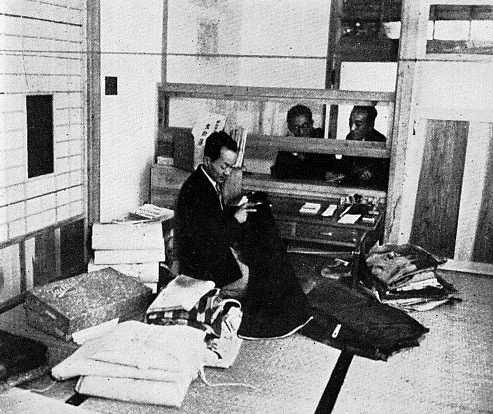
往年の公益質屋（1960年頃）

1919年（大正8年）12月5日、東京府が日暮里で公益質屋を開業。その後、
公益質屋法（1927年3月31日公布、8月1日施行、2000年廃止）に基づいて、市町村（特別区）ないし社会福祉法人により、社会福祉事業として質屋が行われた。
一般の質屋（営業質屋）と比べ、貸付金額や貸付利率は命令で定められ（一般より低利。公益質屋法4条）、利率も半月単位で計算され（5条）、流質までの期間が4ヶ月と長かった（8条）。しかも、返済がなされなかった場合でも、質物は入札により売却して（11条2項）、元利との差額は質置主（債務者）に返済しなければならなかった（12条）。
1950年（昭和25年）には、東京都民政局が運営していた白金公益質屋に昭和天皇、香淳皇后が社会事業視察の一環で訪問する出来事があった。
なお厚生労働省によると2000年の廃止時点での金利は上限年利36%であった。参考までに大手消費者金融の金利は2000年の出資法改正以前の上限金利は40.004%であったが、出資法改正以降は29.2%となった。

#### 偽装質屋
上述のような法定金利の差に目をつけ、闇金融業者が質屋として営業許可を取る「偽装質屋」という事例も現れている。
通常の質屋では質草の価値をもとに金銭を貸し、滞納時は質流れとするが、偽装質屋では質草に価値はなく、また質流れもさせず、自動引落により融資金を回収していた。これらの状況から実態は貸金業だとして、貸金業規制法違反として摘発がなされている。
被害者の多くは2010年に施行された、改正貸金業規制法の総量規制で消費者金融から借りることが困難な人(主に低所得者や高齢者、ひとり親、生活保護受給者であり)、年金や児童扶養手当、生活保護が振り込まれる口座に自動引落を設定して、事実上年金や児童扶養手当、生活保護を担保として融資をしている状態であった。
その他、レンタル時計店を仮装した闇金融業者の事例もある。被害者がレンタル時計や担保価値のないガラクタがほとんどで偽物である時計を借りて（レンタル時計屋には、レンタル料金が発生する）、質屋で、その時計を本物と鑑定し、質入れをしてお金を貸金業法の規制ではなく質屋営業法第36条による高金利で貸出し、レンタル時計店と質屋は共謀している。質屋営業法第36条による月暦9％という高金利規制は、闇金融の格好のターゲットとされ、上記の犯罪事例も含め闇金融による犯罪等の温床にもなっていて、社会問題も引き起こしている。

#### その他の問題
財産犯によって奪取された物品が、質屋に持ち込まれるケースがあるが、この場合、窃盗罪や遺失物横領罪などによるものは、被害者に民法上の回復請求権が認められているのに対し、詐欺罪や業務上横領罪などによるものではできないとされている。
これに関して係争となっている例として、造幣局東京支局（当時。現・さいたま支局）に勤務していた50歳代の男性職員が、2014年から2016年にかけて勤務先から金塊を盗み出して、東京都や埼玉県の質屋に質入れした。この職員は窃盗罪で懲役5年の刑となった。この件において、造幣局側は各質屋に、回復請求権に基づき返還請求をしたものの、質屋側は「横領品であるため」として応じず、造幣局側は「当該の職員の行為は窃盗罪だ」として、東京地方裁判所とさいたま地方裁判所に、各質屋を相手取り訴訟を起こしている。2019年、さいたま地裁は造幣局に回復請求権があるとする判決を言い渡した。

### 質屋のフランチャイズ化

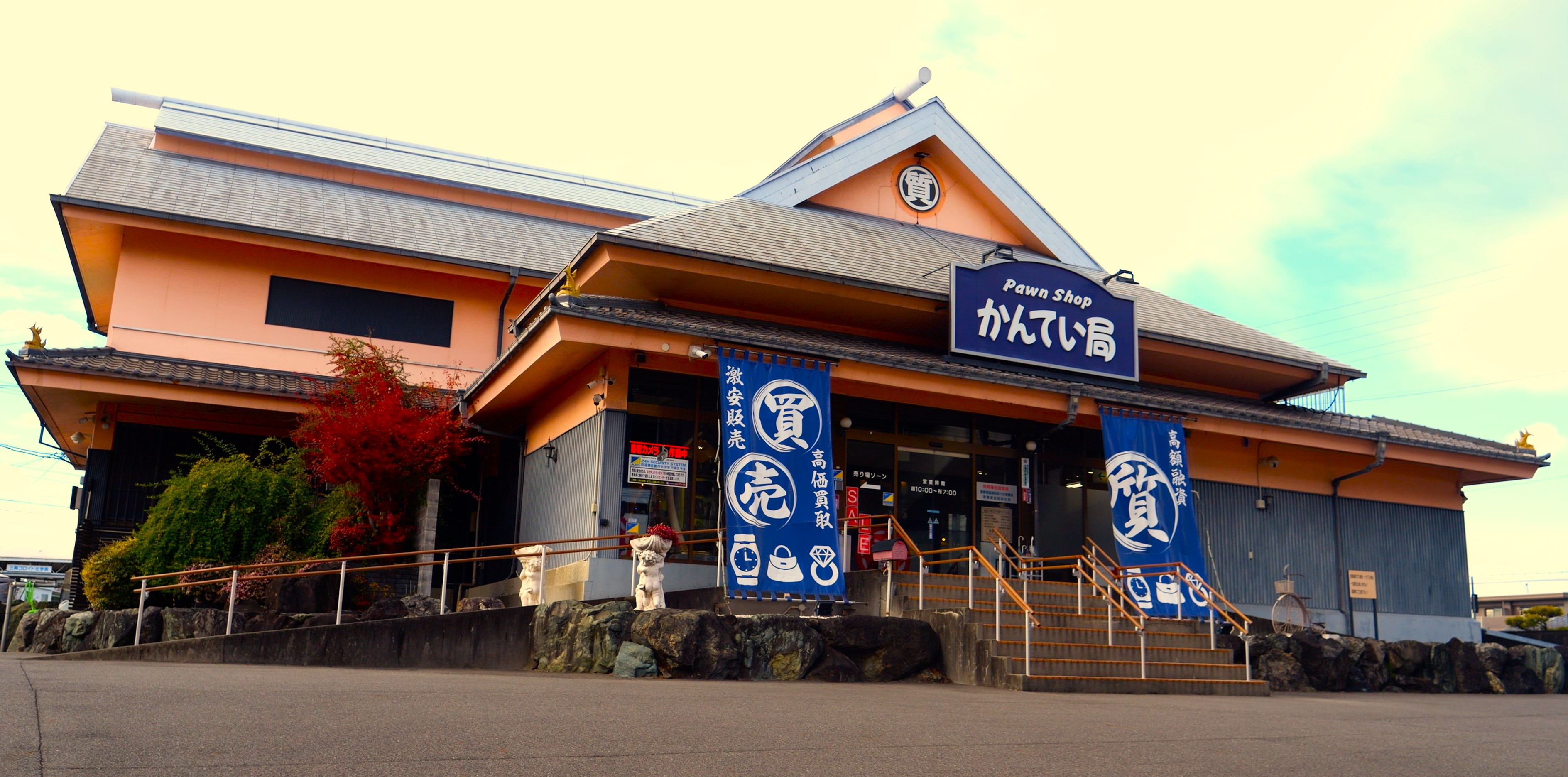
かんてい局北名古屋店。「かんてい局」は日本初の質屋のフランチャイズであった。

1995年11月、岐阜県に本拠を置くFTCは、日本初の質屋のフランチャイズである直営の 「質屋かんてい局茜部店」をオープンさせた。その後全国展開し、東京商工リサーチが選定する優良企業に5年連続掲載されたほか、リユース経済新聞のリユース企業成長率ランキング2023では、12位にランキングされている。

## 質屋を題材とした作品

### 小説
- 質屋の女房（安岡章太郎、1960年）[33]
- 質屋藤十郎隠御用（小杉健治、2012年）[34]
- 五二屋傳蔵（山本一力、2015年）[35]

### 映画
- チャップリンの番頭（監督：チャールズ・チャップリン、1916年）
- 質屋（監督：シドニー・ルメット、1964年）